# Ennomos costimacula
Ennomos costimacula là một loài bướm đêm trong họ Geometridae.